# Ahmad Tegüder
Ahmad Tegüder o Ahmad Takudar (vers 1247-1284) fou el tercer Il-kan de Pèrsia (1282-1284), setè fill d'Hulagu amb la reina Qutui Khatun. El seu nom original era Tegüder, un nom mongol que vol dir "perfecte". Va prendre el nom Ahmad quan es va convertir a l'islam (abans era segurament cristià).
A la mort d'Abaka, el seu germà gran (abril de 1282) es trobava a Kurdistan i va retornar per l'enterrament. Com que era el fill més gran d'Hulagu dels que encara vivien, fou afavorit per l'elecció com a kan per la major part dels emirs, en preferència sobre Arghun, fill d'Abaka. Fou nomenat el 6 de maig de 1282 i entronitzat a Ala Dagh, a l'est del llac Van, el 21 de juny, assumint el títol de sultan Ahmad.
Al començament del seu regnat va fer eliminar els càrrecs contra l'historiador Ala al-Din Djuwayni i el va restaurar com a governador de Bagdad. L'acusador Madj al-Mulk fou condemnat a mort; el germà de l'historiador, Shams al-Din Djuwayni, fou restaurat de manera similar en el seu càrrec administratiu. Inicialment els afers de govern els va portar la mare del nou kan, Qutui Khatun, junt amb l'emir Asik. L'ara influent Shams al-Din Djuwayni i el xeic Kamal al-Din Abd al-Rahman van aconsellar una política d'obertura cap als mamelucs i es va enviar una ambaixada al Caire (agost de 1282) però el sultà Qalàwun no es va mostrar interessat en una millora de relacions; una segona ambaixada dirigida per Kamal al-Din Abd al-Rahman va quedar aturada a Damasc (on el xeic va morir).
Amb el seu nebot Arghun (futur Arghun Khan) les relacions no foren bones. Arghun es queixava que s'havia fet l'elecció sense la seva presència i acusava als germans Djuwayni d'haver enverinat al seu pare; sembla que va arribar a un acord amb el novè fill d'Hulagu, Kungurtai. Ahmad va intentar acontentar-lo i el va nomenar virrei de Rum (Anatòlia) el juliol de 1282. Arghun, que s'havia retirat al Khurasan (on havia estat virrei sota el seu pare, els darrers anys), va anar l'hivern del 1282-1283 a Bagdad on va renovar els càrrecs contra Ala al-Din Djuwayni, i quan aquest se'n va assabentar va patir un col·lapse que li va causar la mort.
A la primavera del 1283 Arghun va retornar al Khurasan. En arribar a Rayy es va trobar que el seu delegat (shehna) en aquesta ciutat havia estat deposat i torturat per ordre d'Ahmad i substituït per un delegat d'aquest. El va detenir i el va retornar al seu oncle muntat en un ase; llavors va intentar aconseguir l'adhesió dels emirs orientals. Kungurtai va caure sota sospita de conspirar amb Arghun per prendre el poder i fou arrestat el 17 de gener de 1284 i executat al Karabagh l'endemà. Ahmad llavors va enviar el seu gendre, el general georgià Alinak, en expedició contra Arghun, i ell va marxar al darrere amb l'exèrcit principal, sortint de Pilsavar a l'estepa de Mughan el 26 d'abril de 1284. Arghun va derrotar Alinak a Ak Khwadja, a prop de Qazwin, el 4 de maig, però es va haver de retirar cap a l'est perseguit per Ahmad; va intentar fer la pau amb el seu oncle, però aquest descartava qualsevol arranjament.
Arghun va enviar llavors el seu germà (el futur il-khan Gaykhatu) com a ostatge en prova de submissió, però Ahmad no va acceptar la treva i va continuar avançant. Arghun es va refugiar a la fortalesa de Kalat (moderna Kalat-e Naderi al nord de Mashad) però després de la pèrdua de la comitiva de la seva dona principal, es va rendir a Alinak i fou portat davant el seu oncle (30 de juny de 1284). Ahmad va deixar Arghun sota custòdia d'Alinak refusant (com li demanava aquest darrer) executar-lo immediatament. Ahmad es va dirigir a Kalpush on era la seva dona preferida, amb la qual volia passar uns dies. Mentre un antic partidari d'Arghun, l'emir Bugha, enfrontat darrerament a Ahmad per ser partidari de la treva (el que li havia costat ser deposat del seu comandament) va alliberar Arghun i va matar Alinak i els altres partidaris d'Ahmad presents.
En conèixer aquest fet, privat de tots els seus generals, Ahmad va fugir a l'oest per refugiar-se a territori de l'Horda d'Or però fou atrapat pel camí i lliurat a Arghun. Aquest s'inclinava per la clemència però llavors es va saber que els prínceps Huladju (Hülečü) i Jushkab (Jöškeb) s'havien revoltat a Hamadan i va considerar necessari eliminar almenys un rival. Ahmad fou lliurat a la família de Kungurtai i executat de la mateixa manera que aquest (amb la columna trencada per evitar vessar sang reial, dia 10 d'agost de 1284.
Tot i ser convers a l'islam no va fer pas una política contrària als cristians.